# Metropolia Wagadugu
Metropolia Wagadugu – jedna z 3 metropolii kościoła rzymskokatolickiego w Burkinie Faso. Została ustanowiona 14 września 1955.

## Diecezje
- Archidiecezja Wagadugu
  - Diecezja Koudougou
  - Diecezja Manga
  - Diecezja Ouahigouya

## Metropolici
- Emile-Joseph Socquet (1955-1960)
- kard. Paul Zoungrana (1960-1995)
- Jean-Marie Untaani Compaoré (1995-2009)
- kard. Philippe Nakellentuba Ouédraogo (od 2009)